# Lagotis wardii
Lagotis wardii är en grobladsväxtart som beskrevs av William Wright Smith. Lagotis wardii ingår i släktet Lagotis och familjen grobladsväxter. Inga underarter finns listade i Catalogue of Life.